# Vahliales
Vahliales is een botanische naam, voor een orde van tweezaadlobbige planten: de naam is gevormd uit de familienaam Vahliaceae. 
In het APG IV-systeem (2016) bestaat de groep uit een familie: Vahliaceae.